# Depinde de noi
Depinde de noi este un film românesc din 1982 regizat de Florica Holban.